# Daniel Lapin
Pour les articles homonymes, voir Lapin (homonymie).
Daniel Lapin, né le 1er janvier 1947, est un commentateur politique et rabbin orthodoxe.
Vivant à Mercer Island dans l'État de Washington et fondateur de Toward Tradition (une organisation conservatrice judéo-chrétienne), il a aussi dirigé le Pacific Jewish Center à Venice en Californie (tout comme le Commonwealth Loan Company et le Cascadia Business Institute). Lapin est co-président de l'Alliance conservatrice américaine des juifs et des chrétiens.